# 1978
Évszázadok: 19. század – 20. század – 21. század
Évtizedek: 1920-as évek – 1930-as évek – 1940-es évek – 1950-es évek – 1960-as évek – 1970-es évek – 1980-as évek – 1990-es évek – 2000-es évek – 2010-es évek – 2020-as évek
Évek: 1973 – 1974 – 1975 – 1976 –  1977 – 1978 – 1979 – 1980 – 1981 – 1982 – 1983

## Események

### Január
- január 4. – A Győri kemencerobbanás; Robbanás a Győri Vagon- és Gépgyár vasútijármű-üzemének öntödéjében; kilenc halálos áldozat, sok súlyos sérült.
- január 6.
  - Cyrus Vance amerikai külügyminiszter visszaadja Magyarországnak a Szent Koronát és a koronázási jelvényeket.[1]
  - Carter amerikai elnök 6 órás villámlátogatást tesz Brüsszelben, az EGK és a NATO központjában.
- január 11. – A Szojuz-27 is összekapcsolódik a Szaljut–6 űrállomással (a Szojuz-26 dec. 10-én dokkolt), így összesen négy szovjet űrhajós dolgozik az űrállomáson.
- január 17. – A jugoszláv fővárosban megnyílik az EBEÉ első utókonferenciájának, a belgrádi értekezletnek a záró szakasza.
- január 20. – Felavatják a taliándörögdi űrtávközlési állomást, mellyel lehetővé válik rádió- és televízió közvetítések műholdas átvétele.
- január 22. – Sikeresen összekapcsolódik a Szaljut–6 űrállomással az első teherszállító űrhajó, a Progresz-1.
- január 24. – Kanada északnyugati térségeire zuhan a Kozmosz–954 szovjet tengerészeti felderítő műhold.
- január 27. – Általános sztrájk bénítja meg Nicaragua életét.

### Február
- február 7. – 30 év óta a legsúlyosabb hóvihar tombol az USA északkeleti államaiban, járhatatlan utak Bostontól Washingtonig. A 2-3 méteres hófalak miatt Boston több mint egy hétre sétálóvárossá válik.
- február 16. – Sújtólégrobbanás következtében 12 bányász veszti életét a Tatabányai Szénbányák 12/A aknájában.
- február 18.
  - A Belfast közeli La Mon House hotelben, egy ifjúsági klub bálján két bomba felrobbanása 20 ember életébe kerül, 80-an megsebesülnek.
  - Cipruson palesztin fegyveresek meggyilkolják az Afroázsiai Szolidaritási Szervezet egyiptomi főtitkárát, majd túszul ejtik az elnökségi ülés résztvevőit. Húsz tússzal a lárnakai repülőtérre mennek, ahol elfoglalnak egy repülőgépet.
- február 19. – A lárnakai repülőtéri túszdrámába egyiptomi különítmény próbál beavatkozni, tűzharcot vívnak a ciprusi hatóságokkal. Az incidens miatt rendkívül feszültté válik Ciprus és Egyiptom viszonya.
- február 21. – Felrobbantják a Nyugati pályaudvar melletti üresen álló Westend-házat, helyén épül a metróállomás déli aluljárója.
- február 24. – Az ún. Yuba megyei fiúk rejtélyes eltűnése Kaliforniában.
- február 27. – Genfben megkezdődik a társadalmi szervezetek négy napos leszerelési világkonferenciája; az eseményen 12 tagú magyar küldöttség vesz részt.

### Március
- március 2.
  - Kádár László Gábor veszprémi püspököt áthelyezik az egri érseki székbe.
  - Bajkonurból elstartol az Interkozmosz program első nemzetközi legénységével a Szojuz-28 űrhajó, fedélzetén a szovjet Gubarjevvel és a csehszlovák Remekkel.
- március 6. – VI. Pál pápa magyar püspököket nevez ki.
- március 9. – Belgrádban véget ér az 1977 októberében kezdődött Európai Biztonsági és Együttműködési Szervezet (EBEÉ) soros ülése.
- március 11. – Palesztin terroristák hatalmukba kerítenek két izraeli kirándulóbuszt Jeruzsálemben. A rendőrség túszszabadító akciója során 37 ember veszti életét.
- március 15. – Az izraeli hadsereg gépesített egységei a légierő támogatásával átlépik a libanoni határt, és bombázzák a Bejrút melletti Szabra és Satila menekülttáborokat.
- március 15–16. – Csehszlovákia Kommunista Pártja (CSKP) Központi Bizottsága aktuális gazdaságpolitikai problémákról tárgyal, különös tekintettel az energetikai gondokra.[2]
- március 16.
  - Elrabolta Aldo Moro olasz politikust a Vörös Brigádok terrorszervezet, majd később ki is végezték. A kereszténydemokrata vezető kétszer töltötte be pályafutása alatt a miniszterelnöki posztot.
  - Visszatér a Földre a Szojuz-27; két űrhajósa, Grecsko és Romanyenko 96 napot töltött a világűrben.
- március 16.
  - Nemet a neutronbombára! címmel nagyszabású béketüntetésen vesznek részt Amszterdamban a neutronbomba-ellenes nemzetközi konferencia küldöttei.
  - Az ENSZ Biztonsági Tanácsa békefenntartó „kéksisakosok” Dél-Libanonba küldéséről határoz.
- március 20.
  - Megkezdi a felkészülést a Szovjetunióbeli Gagarin űrhajós-kiképző központban a két magyar űrhajósjelölt, Farkas Bertalan és Magyari Béla.
  - Budapesten megkezdődik a Margit híd felújítása és a Mártírok útja (a mai Margit körút) átépítése.

### Április
- április 1. – A Parlament kupolacsarnokában átadják az Állami- és Kossuth-díjakat. Utóbbi kitüntetésben részesül mások mellett Darvas Iván, Huszti Péter, Jankovics Marcell, Szabó Magda és Sára Sándor.
- április 9. – Több napig tartó összecsapások robbannak ki Bejrút központjában és két elővárosában. A tűzharcba az arabközi békefenntartók is bekapcsolódnak.
- április 12–17. – Nicolae Ceaușescu – delegáció élén – Washingtonba látogat, ahol közvetíteni próbál az arab–izraeli konfliktusban.
- április 13. – Tragikus szerencsétlenség Budapesten a csepeli HÉV Boráros téri végállomásánál. A befutó szerelvény 17.10-kor áttöri az ütközőbakot, és az állomás épületébe, valamint az ott várakozó tömegbe rohan. 18 ember életét veszti, 25-en – részben súlyosan – megsebesülnek.
- április 19–20. – Az MSZMP Központi Bizottságának ülésén Biszku Bélát felmentik KB-titkári funkciójából.[3]
- április 27. – A Charta ’77 képviselőiből megalakul a Jogtalanul Üldözötteket Védelmező Bizottság (VONS), melynek egyik kezdeményezője Václav Havel.[4]
- április 30. – A forradalmi tanács demokratikus köztársasággá kiáltja ki Afganisztánt.

### Május
- május 1. – „Távlataink világosak, a kijelölt, a bevált úton, amelyen eddig is jártunk, nyugodtan és magabiztosan haladhatunk tovább” – nyilatkozza Kádár János a sajtónak a munka ünnepén.
- május 4. – Dél-afrikai csapatok támadást indítanak Angola ellen; páncélosokat, légierőt és ejtőernyősöket is bevetnek.
- május 9. – Róma történelmi központjában egy gépkocsiba rejtve megtalálják a terroristák által elrabolt volt miniszterelnök, Aldo Moro holttestét.
- május 11.
  - Teheráni sajtójelentések szerint a legutóbbi napokban 23 iráni városban kormányellenes megmozdulások voltak, az összecsapásokban több mint 20 ember vesztette életét.
  - Az Új-Kína hírügynökség az Usszuri folyónál történt szovjet-kínai határösszetűzésről tudósít.
- május 15–20. – Nicolae Ceaușescu – delegáció élén – Pekingben tárgyal.
- május 19. – május 22. – Magyarországon vendégeskedik az iráni uralkodópár. Mohammad Reza Pahlavi iráni sahot az ELTE Állam- és Jogtudományi Karán, míg a feleségét, Farah iráni császárnét az egyetem Bölcsészettudományi Karán díszdoktorrá avatják.
- május 30–31. – Az Észak-atlanti Tanács, valamint a tagállamok állam- és kormányfői Washingtonban üléseznek.[5]
- május 30.–június 2. – L. I. Brezsnyev vezetésével szovjet párt- és állami küldöttség látogat Csehszlovákiában.[6]

### Június
- június 2. – A Jurisics-vár lovagtermében ünnepi tanácsülésen emlékeznek meg Kőszeg várossá nyilvánításának 650. évfordulójáról.
- június 5. – Magyarország és Ausztria egyezményt köt a két ország közötti vízumkényszer megszüntetéséről.
- június 15. – Az Olasz Köztársaság elnöke, a kereszténydemokrata Giovanni Leone lemondásra kényszerül vesztegetési ügyek miatt.
- június 16. – Torrijos panamai kormányfő és Carter amerikai elnök Panamában aláírja az új Panama-csatorna szerződést.
- június 19. – Több járókelő megsebesül Kelet-Berlinben, amikor a szovjet Vörös Hadsereg egy dezertőr katonája gépfegyverből lövöldözni kezd egy útkereszteződésben.
- június 20. – A Richter-skála szerinti 6,5-es erősségű földrengés több mint 40 halálos áldozatot követel Szalonikiben. A földmozgásokat követően szökőár söpör végig az Adriai-tenger jugoszláv partvidékén.
- június 20–23. – A Jugoszláv Kommunisták Szövetsége (JKSZ) XI. kongresszusa, ahol Titót örökös pártelnöknek választják meg.[7]
- június 22.
  - James W. Christy csillagász felfedezi a Charont, a Plutó legnagyobb holdját.
  - 4,6-os erősségű földrengés rázza meg Békés városát. 38 erősen megrongálódott házból ki kell költöztetni a lakókat.
- június 23. – Négy napos látogatásra Budapestre érkezik Moammer Kadhafi líbiai államfő.
- június 26. – Nagy erejű pokolgép robban a versailles-i kastélymúzeumban.
- június 27. – Bajkonurból felbocsátják a Szojuz-30 űrhajót, fedélzetén Klimuk szovjet és Miroslaw Hermoszewsky lengyel űrhajóssal.
- június 30. – Újabb, 3,8-es erősségű földrengés Békés megyében.

### Július
- július 6–7. – Az EGK állam- és kormányfői brémai tanácskozásukon elvileg döntenek egy Európai Pénzügyi Rendszer (EMS) és az egységes európai valuta (ECU) kialakításáról.
- július 7. – A Salamon-szigetek elnyeri függetlenségét
- július 11. – Los Alfaques-i katasztrófa
- július 16. – Bonnban kezdetét veszi a hét legfejlettebb gazdaságú tőkés ország kétnapos csúcsértekezlete.
- július 22. – Bolíviában Juan Pereda Ashun tábornok, az elnökválasztás jobboldali jelöltje katonai lázadás során átveszi a hatalmat.
- július 26. - Megszületik Louise Joy Brown, az első lombikbébi, súlya 2607 gramm.
- július 31. – Fegyveresek támadják meg Irak párizsi nagykövetségét.

### Augusztus
- augusztus 3. – Pokolgép robban Tel-Avivban egy piactéren, melynek következtében mintegy 50 ember megsebesül. Válaszul az izraeli légierő palesztin menekülttáborokat bombáz Dél-Libanonban.
- augusztus 6. – 80 éves korában, a Castel Gandolfó-i palotában, a pápák nyári rezidenciáján szívrohamot követően meghal VI. Pál pápa. Gyászszertartására augusztus 12-én kerül sor a Vatikánban.
- augusztus 12. – Japán és Kína béke- és barátsági szerződést köt. 41 év után fordulat kezdődik a két ország kapcsolataiban.
- augusztus 13. – Rendkívül súlyos bombamerénylet Bejrútban a Palesztin Felszabadítási Front nevű radikális szervezet irodáinak is otthont adó 9 emeletes lakóháznál. A halálos áldozatok száma eléri a 175-öt.
- augusztus 14. – Genfben összeül a fajüldözés és a faji megkülönböztetés felszámolásával foglalkozó világkonferencia.
- augusztus 15. – Iránban az elmúlt napok vidéki megmozdulásai után Teheránban is tüntetnek a sah rendszere ellen.
- augusztus 19. – Az iráni Ábádánban felgyújtanak egy mozit, hivatalos adatok szerint több mint 400 ember veszti életét.
- augusztus 22.
  - Szandinista fegyveresek hatolnak be Managuában a nemzeti palotába, a nicaraguai kormány és parlament székhelyére. A több száz túszért cserébe Somoza elnök lemondását és új, demokratikus választások kiírását követelik.
  - Meghal Jomo Kenyatta afrikai politikus, Kenya első miniszterelnöke, 1964-től haláláig államfője.
- augusztus 24. – Lázár György felavatja az 1,3 milliárd forintos beruházással megvalósult Gyulai Húskombinátot.
- augusztus 26.
  - A vatikáni Sixtus-kápolnában összeült konklávé a második napon megválasztja az új pápát. (VI. Pál utóda a 66 éves Albino Luciani velencei pátriárka, aki az I. János Pál nevet veszi fel.)[8]
  - A szovjet Szojuz–31 űrhajó utasaként elindul a világűrbe az NDK-beli Sigmund Jähn, az első német űrhajós.

### Szeptember
- szeptember 3. – I. János Pál pápa a római Szent Péter-bazilika előtt tartott ünnepélyes szentmisén elfoglalja a pápai trónt.
- szeptember 6. – Carter elnök kezdeményezésére Szadat egyiptomi elnök és Begín izraeli miniszterelnök részvételével csúcstalálkozó kezdődik a közel-keleti konfliktus békés rendezéséért Camp Davidben.
- szeptember 8. – Utcai összecsapások Teheránban. A biztonsági erők tüzet nyitnak a sahellenes tüntetőkre, sok halálos áldozat. Rendkívüli állapotot és kijárási tilalmat vezetnek be.
- szeptember 10. – Ámokfutó szovjet katona egy harckocsival kitör a bócsai laktanyából, és végigszáguld a fél országon. Kecskemét közelében halálra gázol egy idős asszonyt, a Keleti-főcsatornánál pedig elüt négy kerékpárversenyzőt, egyikük életét veszti, a többiek megsérülnek. A részeg katonát végül Leninvárosnál állítják meg.[9]
- szeptember 15. – Budapestre látogat Jasszer Arafat, a PFSZ vezetője.
- szeptember 16. – Erős, a Richter-skála szerint 7,7-es földrengés pusztít Irán keleti részén; a romok alatt közel 25 ezer ember veszti életét.
- szeptember 17. – Szadat egyiptomi elnök és Begín izraeli miniszterelnök aláírja a Camp David-i egyezményt a közel-keleti békéről.[10]
- szeptember 27. – New Yorkban az ENSZ-közgyűlés általános vitája közben sorozatos kétoldalú tárgyalásokra kerül sor. Vance amerikai és Gromiko szovjet külügyminiszter is megbeszéléseket folytat egymással.
- szeptember 28. – I. János Pál alig 33 napos egyházfejedelmi uralkodás után váratlanul meghal.[8]

### Október
- október 1. – Tuvalu elnyeri függetlenségét.
- október 4. – Rómában eltemetik I. János Pál pápát, és megkezdődik az újabb pápaválasztó konklávé.[11]
- október 5. – Singernek ítélik oda az irodalmi Nobel-díjat.
- október 6. – Az ENSZ BT haladéktalanul fegyverszünetre és az ellenségeskedés beszüntetésére szólítja fel a Libanonban szemben álló feleket.
- október 7. – Guatemalában országossá szélesedik és a diktatúra elnyomó politikája elleni tüntetéssé válik a munkabeszüntetés.
- október 16. – Karol Józef Wojtyłát – II. János Pál néven – pápává választják.[11] (Pápává választása óriási meglepetést keltett világszerte, hiszen a 16. század óta nem volt rá példa, hogy ne olasz nemzetiségű főpap üljön Szent Péter trónján.)[8]
- október 22. – II. János Pál pápa beiktatása. (Homíliájában hangzottak el a híressé vált szavak: „Ne féljetek! Tárjátok ki a kapukat Krisztus előtt!”)[11]
- október 28. – Magyarországon bevezetik a személyi számot, mint azonosító jegyet.

### November
- november 5. – Népszavazás Ausztriában a Zwentendorfi atomerőmű használatba vételéről.
- november 13. – A magyar-jugoszláv határon Csurgó térségében összekapcsolják az Adria kőolajvezetéket.
- november 15. – Magyar párt- és kormányküldöttség utazik Moszkvába.
- november 18.
  - Guyanában, a venezuelai határ közelében egyidőben a Népek Temploma (People’s Temple) szekta vezetője Jim Jones több mint kilencszáz hívőjét kényszeríti kollektív öngyilkosságra.
  - A floridai Cape Canaveral támaszpontról fellövik a NATO harmadik távközlési műholdját.[5]
- november 22–23. – A Varsói Szerződés Politikai Tanácskozó Testületének moszkvai ülése.
- november 23.
  - Az Európa Tanács tagja lesz Liechtenstein.
  - Egy 1975-ös genfi megállapodás szerint 0 órától a középhullámú rádióadókat új hullámhosszra állítják át.
- november 24. – A bolíviai hadsereg államcsínnyel megdönti Pereda elnöknek és kormányának hatalmát.
- november 27. – Dan White agyonlövi George Moscone San Franciscó-i polgármestert és Harvey Milk önkormányzati képviselőt.
- november 29. – Magyarországon kezd tárgyalást Aszad, szíriai elnök.

### December
- december 1. – Ausztriában átadják a forgalomnak a világ leghosszabb közúti alagútját, a 14 km hosszú Arlberg-alagutat.
- december 5–6. – A NATO jóváhagyja a Repülőgép-fedélzeti korai előrejelző és irányító rendszert (AWACS).[5]
- december 6. – Spanyolországban népszavazást tartanak az új alkotmányról, melyet 87,79%-os igen szavazattal elfogadnak. (Az alkotmány demokratikus alapeszméket hirdet, de legitimálja a monarchiát is.)[12]
- december 8. – Hat bányász veszti életét gázkitörés következtében a Mecseki Szénbányák Zobák bányaüzemében.
- december 17. – Az OPEC átlagosan 10%-kal emeli az olaj árát.[13]
- december 19. – A JKSZ KB ülés megállapítja, hogy belső ellenzéki csoportok külföldi támogatókkal a hátuk mögött kommunistaellenes politikát folytatnak a parlamentarizmusra hivatkozva.[14]
- december 20. – Palesztin menekülttáborokat támad az izraeli légierő Dél-Libanonban.
- december 21. – Kétnapos szovjet-amerikai külügyminiszteri tárgyalások kezdődnek a SALT-2 szerződésről Genfben.
- december 25. – Vietnám villámháborút indít a vörös khmerek uralta Kambodzsa ellen.
- december 31. – Európa északi felén napok óta havazás, orkánerejű szél és hófúvás bénítja meg az életet.

### Határozatlan dátumú események
- április – Megalakul a Csehszlovákiai Magyar Nemzetiség (később Kisebbség) Jogvédő Bizottsága, melynek kezdeményezője Duray Miklós pozsonyi geológus. (A megalakításhoz a közvetlen ösztönzést a magyar iskolák tervezett felszámolásának híre adja.)[15]

## Az év témái

### 1978 a filmművészetben
- ABBA: The Movie
- Bud Spencer - Terence Hill: ...és megint dühbe jövünk

### 1978 az irodalomban
- Somlyó György – Arion éneke (Összegyűjtött versek 1.), Szépirodalmi és Kőkörök (Összegyűjtött versek 2.), Szépirodalmi

### 1978 a légi közlekedésben
- január 1. – Röviddel a felszállás után felrobban, és az Arab-tengerbe zuhan az indiai légitársaság Bombay-ből Dubaiba tartó Boeing-ja, 190 utas és a 23 főnyi személyzet életét veszti.
- március 1. – Az amerikai Continental Airlines Honoluluból érkező DC-10-es utasszállítója kicsúszik a Los Angeles-i repülőtér kifutópályájáról és kigyullad. A tűzoltók gyors beavatkozásának köszönhetően 195 utas életben marad, hárman meghalnak a balesetben.
- szeptember 25. – San Diegóban lakónegyedre zuhan a Pacific Southwest Airlines Sacramentóból érkező Boeing 727-es repülőgépe, miután összeütközik egy Cessna 150-es magángéppel; 140 halálos áldozat.

### 1978 a sportban
- A Formula–1-ben Mario Andretti nyerte a világbajnokságot a Lotus csapattal.
- május 6–20. – Belgrádban rendezték meg a 2. Amatőr ökölvívó-világbajnokságot.
- június 1.–június 25. – Az Argentínában rendezett labdarúgó világbajnokság döntőjében Argentína hosszabbítás után legyőzte Hollandiát 3:1-re (gólok: Kempes (2), Bertoni, ill. Nanninga), először hódítva el a trófeát.
- A Újpesti Dózsa nyeri az NB1-et. Ez a klub 17. bajnoki címe.

### 1978 a televízióban
- január 2. – A BBC 1 vetíteni kezdi a Blake’s 7 című űroperettet, amely később hatással van a Babylon 5 sorozatra is.
- április 2. – Elindult a Dallas című minisorozat, amelyből még ugyanebben az évben sorozatot készítettek.

### 1978 a vasúti közlekedésben
- február 28. – 69 évi működés után megszűnik a forgalom a Cegléd–Hantháza-vasútvonalon.
- március 3. – Miskolc Tiszai pályaudvaron a reggeli sűrű ködben a Hidasnémeti felől érkezett személyvonatba ütközik egy tolató szerelvény. Egy kalauz meghal, 6 utas súlyosan megsebesül.
- augusztus 25. – Füzesgyarmat külterületén fénysorompós vasúti átjáróban egy kirándulókat szállító honvédségi autóbusz vonattal ütközik. (Hat katona meghal, 19-en megsebesülnek.)
- december 31. – Megszűnik a Kapuvári Gazdasági Vasút.

### 1978 a zenében
- Miskolcon megalakul az Edda Művek
- Balázs Fecó megalakítja a Korál együttest
- Földes László (Hobo) megalapítja a Hobo Blues Band zenekart

#### Fontosabb külföldi albumok
- AC/DC: Powerage
- Amanda Lear: Sweet Revenge
- AC/DC: If You Want Blood
- The Beach Boys: M.I.U. Album
- Black Sabbath: Never Say Die!
- Boston: Don't Look Back
- Billy Joel: 52nd Street
- Blondie: Parallel Lines
- Genesis: …And Then There Were Three…
- Joe Cocker: Luxury You Can Afford
- Carole King: Her Greatest Hits: Songs of Long Ago / Welcome Home
- Foreigner: Double Vision
- Dire Straits: Dire Straits
- Grace Jones: Fame
- Mike Oldfield: Incantations
- Tina Turner: Rough
- Kate Bush: The Kick Inside / Lionheart
- The Jackson 5: Destiny
- The Carpenters: Christmas Portrait
- Toto: Toto
- The Police: Outlandos d’Amour
- The Rolling Stones: Some Girls
- Queen: Jazz
- REO Speedwagon: You Can Tune a Piano, but You Can't Tuna Fish
- Ricchi e Poveri: Questo amore / Ricchi & Poveri
- Whitesnake: Trouble
- Suzi Quatro: If You Knew Suzi...
- Rainbow: Long Live Rock ’n’ Roll
- Richard Wright: Wet Dream
- Van Halen: Van Halen

#### Fontosabb magyar nagylemezek
- Apostol: A létrán
- Cseh Tamás – Bereményi Géza: Antoine és Désiré
- Fonográf: Útközben
- Halász Judit: Amikor én még kislány voltam
- Illés-együttes: Boldog város
- Color: Color
- Generál: Heart Of Rock
- Katona Klári: Láthatod, boldog vagyok
- Korda György: Maradj még
- Kovács Kati: Életem lemeze
- Locomotiv GT: Mindenki
- Mini: Vissza a városba
- Neoton Família: Disco
- Omega: Csillagok útján
- Piramis: II.
- Szűcs Judith: Táncolj még!
- V’Moto-Rock: I.
- Zalatnay Sarolta: Minden szó egy dal

## Születések

### Január
- január 4. – Karine Ruby francia síző és snowboardos, a hódeszkázás első női olimpiai bajnoka († 2009)
- január 9. – Rabóczki Balázs labdarúgó
- január 12. – Kibédi Péter sportújságíró
- január 17. – Mandula Petra teniszezőnő
- január 18. – Bogdan Lobonț román labdarúgó
- január 20. – Sonja Kesselschlager német atléta
- január 22. – Tabáni István énekes
- január 25. – Charlene Wittstock dél-afrikai úszónő, monacói hercegné
- január 28. – Gianluigi Buffon olasz labdarúgó (kapus)
- január 31. – Oláh Ibolya énekesnő

### Február
- február 2.
  - Guido Kaczka argentin színész
  - Nelson Chamisa zimbabwei politikus a Mozgalom a Demokratikus Változásért pártelnöke
- február 3. – Simonyi Piroska magyar szinkronszínész
- február 7.
  - Ashton Kutcher amerikai színész, producer, modell
  - Kovács Péter magyar labdarúgó, jelenleg az Odd Grenland játékosa
- február 8. – Eklemovic Nikola, szerb-magyar kettős állampolgárságú kézilabdázó, az MKB Veszprém KC játékosa
- február 17. – Ashton Holmes amerikai színész
- február 23. – Kasza Tibor magyar műsorvezető, énekes
- február 25. – Nakazava Júdzsi japán labdarúgó
- február 28. – Robert Heffernan ír atléta, gyalogló

### Március
- március 1. – Jensen Ackles amerikai színész
- március 10. – Bárány Attila vízilabdázó
- március 11. – Didier Drogba elefántcsontparti labdarúgó
- március 15. – Csondor Kata színésznő, énekesnő
- március 19. – Matej Krajčík cseh labdarúgó
- március 23. – Abram Raselemane dél-afrikai labdarúgó († 2008)
- március 31. – Tony Yayo Hiphop előadó, a G-Unit tagja

### Április
- április 7. – Duncan James brit popzenész
- április 8. - Lajtai Kati énekesnő
- április 8. – Gheorghe Chiper román műkorcsolyázó
- április 9. – Vesna Pisarović horvát énekesnő
- április 12. – Riley Smith amerikai színész
- április 13. – Kyle Howard amerikai színész
- április 19. – James Franco amerikai színész
- április 29. – Baranyai Tibor labdarúgó

### Május
- május 5. – Santiago Cabrera venezuelai színész
- május 9. – Galib Zsafarov kazah ökölvívó
- május 12. – Jason Biggs amerikai színész
- május 17. – Valerij Pokrovszkij orosz jégkorongozó
- május 18. – Ricardo Carvalho portugál labdarúgó
- május 24. – Al Ghaoui Hesna riporter, külpolitikai újságíró
- május 28. – Magala Ronnie magyar-ugandai zeneszerző

### Június
- június 4. – Válóczy Szilvia költő, író
- június 6. – Judith Barsi magyar származású, amerikai gyermekszínész († 1988)
- június 7. – Luis Costa angolai kosárlabdázó
- június 9.
  - Matthew Bellamy angol zenész (Muse)
  - Miroslav Klose német labdarúgó
- június 10.
  - Shane West amerikai színész, énekes
  - DJ Qualls amerikai színész
- június 11. – Joshua Jackson kanadai-amerikai színész
- június 13. – Ethan Embry amerikai színész
- június 19. – Mark Matkevich amerikai színész
- június 20. – Frank Lampard angol labdarúgó
- június 21. – Erica Durance kanadai színésznő
- június 24. – Emppu Vuorinen finn zenész
- június 24. – Nakamura Sunszuke japán labdarúgó
- június 28. – Rubint Réka személyi edző, különböző fitneszkiadványok, edzésprogramok szerzője
- június 28. – Adrian Petrea román kézilabdázó
- június 29. – Nicole Scherzinger amerikai énekesnő
  - Solecki Janka – magyar színésznő, szinkronszínész

### Július
- július 3. – Mizuki Noguchi japán atléta (maratonfutó)
- július 4. – Pikali Gerda magyar színésznő, szinkronszínész
- július 9. – Lieli János szociálpolitikus
- július 11. – Thomas Stone magyar pornószínész
- július 21. – Josh Hartnett amerikai színész
- július 22. – Dennis Rommedahl dán labdarúgó

### Augusztus
- augusztus 1. – Szálinger Balázs költő
- augusztus 3. – Juan Carlos Higuero spanyol sprinter
- augusztus 5. – Tornóczky Anita szerkesztő-riporter
- augusztus 5. – Rita Faltoyano magyar származású pornósztár
- augusztus 18. – Ioan Gherghel román úszó
- augusztus 20. – Vona Gábor politikus a Jobbik elnöke
- augusztus 21. – Demcsák Zsuzsa műsorvezető
- augusztus 23. – Kobe Bryant amerikai kosárlabdázó († 2020)
- augusztus 26. – Kleinheincz Csilla fantasy és sci-fi-író
- augusztus 28. – Balázs Andrea magyar színésznő
- augusztus 31. – Mike Erwin amerikai színész

### Szeptember
- szeptember 7. – Devon Sawa kanadai színész
- szeptember 25. – Gashaw Asfaw etióp atléta
- szeptember 27. – Klotz Eszter savak-lúgok nagyasszonya

### Október
- október 6. – Denis Petukhov, orosz származású amerikai műkorcsolyázó
- október 7. – Joe Armstrong, angol színész
- október 14. – Paul Hunter, angol sznúkerjátékos
- október 21. – Will Estes, amerikai színész
- október 25. – Zachary Knighton, amerikai színész
- október 30.
  - Köllő Babett magyar színésznő, modell
  - Szijjártó Péter magyar külgazdasági és külügyminiszter

### November
- november 1. – Mogyorósi József magyar labdarúgó
- november 2. – Farkas Balázs magyar labdarúgó, jelenleg a Felcsút játékosa
- november 8. – Ivan Dinev bolgár műkorcsolyázó
- november 11. – Nyikolaj Krjukov orosz tornász
- november 13. – Montvai Tibor labdarúgó
- november 21. – Petra Dallmann német úszónő
- november 22. – Francis Obikwelu portugál atléta
- november 23. – Horváth Éva szépségkirálynő, modell, műsorvezető
- november 24. – Dobos Attila labdarúgó
- november 27. – Radek Štěpánek cseh teniszező

### December
- december 2. – Nelly Furtado kanadai énekesnő
- december 2. – Chris Wolstenholme angol gitáros (Muse)
- december 6. – Pálinger Katalin válogatott kézilabdázó
- december 8. – Ian Somerhalder amerikai színész
- december 9.
  - Mocsai Tamás válogatott kézilabdázó
  - Jesse Metcalfe amerikai színész
- december 18. – Katie Holmes amerikai színésznő
- december 23. – Szilágyi Zsófia filmrendező, forgatókönyvíró

## Halálozások

### Január
- január 14. – Kurt Gödel, matematikus (* 1906)
- január 29. – Hauser Arnold, magyar származású művészetszociológus (* 1892)
- január 30. – Nagy László, költő, műfordító (* 1925)

### Február
- február 12. – Ecker Ferenc Kossuth-díjas mérnök, feltaláló (* 1896)

### Március
- március 17. – Erdélyi Éva, úszó (* 1943)
- március 20. – Bolberitz Károly, egészségügyi és vegyészmérnök, közgazdász, a vízhigiénia szaktekintélye (* 1906)
- március 22. – Ortutay Gyula néprajzkutató, folklorista, művelődéspolitikus (* 1910)

### Április
- április 1. – Ignotus Pál, író, publicista (* 1901)
- április 5. – Gáti Ödön sütőmunkás (* 1913)
- április 8. – Rónay György, író, költő (* 1913)
- április 16. – Lucius D. Clay az amerikai hadsereg tábornoka, 1947 és 1949 között Németország amerikai megszállási övezetének katonai kormányzója (* 1897)

### Május
- május 6. – Csalog József régész, etnográfus, múzeumigazgató (* 1908)
- május 18. – Petőházi Gábor agrármérnök, politikus (* 1922)
- május 31. – Bozsik József, labdarúgó (* 1925)

### Június
- június 2. – Santiago Bernabéu Yeste, a Real Madrid korábbi elnöke (* 1895)
- június 7. – Ronald Norrish Nobel-díjas brit kémikus (* 1897)
- június 8. – Dienes Valéria, táncpedagógus, az első magyar női egyetemi tanár (* 1879)
- június 8. – Pulszky Romola, író, táncos, Vaclav Nyizsinszkij felesége (* 1891)
- június 10. – Berzsenyi Ralph, olimpiai ezüstérmes sportlövő (* 1909)

### Július
- július 12. – Makláry Zoltán Kossuth-díjas színész (* 1896)
- július 27. – Kollár Ferenc, jezsuita szerzetes, 1944-től A Szív újság főszerkesztője, 1956-ban újrakiadója és ugyancsak 1956-tól a magyar jezsuita tartomány rendfőnöke (* 1912)
- július 30. – Umberto Nobile olasz tábornok, sarkkutató, a léghajózás egyik úttörője (* 1885)

### Augusztus
- augusztus 6. – VI. Pál pápa, eredeti nevén: Giovanni Battista Montini (* 1897)[16]
- augusztus 14. – Féja Géza, író, újságíró, szerkesztő (* 1900)
- augusztus 14. – Ordass Lajos, evangélikus püspök (* 1901)

### Szeptember
- szeptember 1. – Báti László, irodalomtörténész, egyetemi tanár (* 1909)
- szeptember 11. – Mihályi József, precíziós műszerész, több forradalmi fényképészeti műszaki újítás megalkotója (* 1889)
- szeptember 23. – Dr. Durkó Antal gimnáziumi tanár, múzeumigazgató (* 1890)
- szeptember 24. – Hasso von Manteuffel német katonatiszt a második világháborúban, utána pedig liberális politikus Nyugat-Németországban (* 1897)
- szeptember 28. – 33 nap pontifikátus után meghal I. János Pál pápa eredeti nevén: Albino Luciani(* 1912)

### Október
- október 1. – Szandai Sándor, szobrász (* 1903)
- október 4. – Erdélyi József, költő (* 1896)
- október 8. – Serly Tibor, zeneszerző (* 1901)
- október 9. – Jacques Brel, színész, énekes (* 1929)
- október 13. – Rohmann Henrik, hárfaművész, hárfatanár (* 1910)
- október 21. – Anasztasz Ivanovics Mikojan szovjet kommunista politikus, államfő (* 1895)
- október 21. – Francis Charles Fraser, brit zoológus, a cetek kutatásának egyik vezéralakja (* 1903)

### November
- november 5. – Denis O’Dea ír színész (* 1905)
- november 9. – Mécs László, költő (* 1895)
- november 20. – Orgonista Olga, Európa-bajnok műkorcsolyázó (* 1901)
- november 24. – Vihar Béla, József Attila-díjas költő (* 1908)
- november 25. – Szigeti György, magyar fizikus, akadémikus (* 1905)

### December
- december 8. – Golda Meir, politikus, izraeli miniszterelnök (* 1898)
- december 13. – Csányi György, olimpiai bronzérmes, Európa-bajnok atléta (* 1922)
- december 19. – Florica Bagdasar román gyermekorvos, egészségügyi miniszter (* 1901)
- december 22. – Mednyánszky Mária, tizennyolcszoros világbajnok asztaliteniszező (* 1901)
- december 24. – Csicsery-Rónay István magyar katonatiszt, vezérkari ezredes, országgyűlési képviselő (* 1885)
- december 27. – Belák Sándor magyar agrogeológus, egyetemi tanár (* 1919)
- december 30. – Honthy Hanna primadonna, színésznő Kossuth-díj 1953, érdemes művész 1950, kiváló művész 1953 (* 1893)
- december 30. – Miskolczy Dezső orvos (* 1894)

## Nobel-díjak
| Fizikai            | Pjotr Leonyidovics Kapica, Arno Allan Penzias, Robert Woodrow Wilson |
| Kémiai             | Peter D. Mitchell                                                    |
| Orvosi-fiziológiai | Werner Arber, Daniel Nathans, Hamilton O. Smith                      |
| Irodalmi           | Isaac Bashevis Singer                                                |
| Béke               | Anvar Szadat és Menáhém Begín                                        |
| Közgazdasági       | Herbert Simon                                                        |